# Mory Kanté
Pour les articles homonymes, voir Kanté.
 (mai 2020).
 (mai 2020).
- Si vous ne connaissez pas le sujet, laissez ce bandeau (vous pouvez alors contacter les auteurs).
- Si vous supprimez le contenu mis en cause (vous pouvez préalablement contacter les auteurs),

argumentez précisément cette suppression dans la page de discussion
(un manque de référence n'est pas un argument ; une recherche réelle de référence doit avoir été effectuée, être formellement documentée).
Mory Kanté, né le 29 mars 1950 à Albadaria (Guinée française) et mort le 22 mai 2020 à Conakry (Guinée), est un chanteur et musicien guinéen. Il est principalement connu pour son tube Yéké yéké en 1987.

## Biographie

### Enfance
C'est en plein pays mandingue, dans un petit village du sud de la Guinée, Albadaria, près de Kissidougou, que naît Mory Kanté le 29 mars 1950. Son père, El Hadj Djeli Fodé Kanté, est déjà un très vieil homme et Mory compte parmi les plus jeunes de ses 38 enfants. La famille Kanté est une célèbre famille de griots, des poètes, chanteurs, historiens et journalistes à la fois, véritables mémoires vivantes dont le rôle est depuis la nuit des temps de conter en musique les épopées sans fins des familles et des peuples. Les parents de Mory sont tous les deux griots, fonction héréditaire, et son grand-père maternel était un puissant chef de griots à la tête d'une soixantaine d'entre eux. Le destin de l'enfant est donc tout naturellement de devenir un « jali », terme mandingue pour « griot »,.
Il est de la même famille que le chanteur et guitariste Kanté Facelli.

### Carrière

#### Apprenti-griot
Au cours des années 1960, la toute jeune République du Mali, reçoit de nombreuses influences musicales : rumba zaïroise, salsa cubaine, pop et rock anglo-saxons. Le jeune Mory se passionne très jeune pour ces nouvelles musiques électrifiées et apprend la guitare. Fort d'une très riche expérience traditionnelle, il se tourne vers une certaine modernité très éloignée de son cadre familial. En 1968, il quitte l'école pour intégrer l'Institut des Arts de Bamako. Mais dès 1969, il cesse sa formation et joue dans différents orchestres, notion équivalente du « groupe » occidental. Il se forge une première notoriété en faisant danser les maliens des nuits entières dans des bals à ciel ouvert, les apollos.
En 1971, Mory a 21 ans. Il est repéré par le saxophoniste Tidiani Koné qui lui propose d'intégrer son groupe, le Rail Band de Bamako, fameux orchestre de l'hôtel de la gare. Mory accepte et prend place dans l'orchestre dont le chanteur n'est autre que le Malien, Salif Keïta.

#### Kora
En 1978, Mory est installé à Abidjan en Côte d'Ivoire, ville musicalement très active et où les moyens de travailler et d'enregistrer sont surtout plus nombreux. Le musicien s'éloigne alors du Rail Band, et s'entoure d'un nouvel ensemble de musiciens, dont Djeli Moussa Diawara, son demi frère maternel. Désormais, la kora est au centre de son travail. De plus en plus, il songe à renouveler la musique traditionnelle en y insufflant des sons et des rythmes occidentaux. Le groupe est engagé par un des plus grands restaurants de la ville qui recherche une façon un peu originale d'animer ses soirées. L'occasion est excellente pour que Mory Kanté se lance dans des mélanges musicaux encore inédits. Aux airs traditionnels, il donne un habillage rock ou funk, et de la même façon, il revisite les standards noirs-américains à la kora, au djembé ou au bolon. Les bases d'un nouveau style sont jetées. Le succès est immédiat, même si cette modernisation de la musique traditionnelle n'est pas toujours appréciée par son entourage et par les puristes. Il n'est pas rare de le voir surnommer « l'enfant terrible » dans la presse de l'époque. 
C'est à Los Angeles, sur le label du noir américain Gérard Chess, Ebony, que Mory Kanté enregistre son premier disque en 1981, Courougnègnè. L'artiste affine ses heureux mélanges entre tradition et modernité, entre instruments traditionnels et électriques. Déjà très connu en Afrique de l'Ouest, Mory devient une star sur tout le continent. Le pont musical qu'il créé entre l'Afrique et l'occident est en général bien accueilli. Dans la foulée de ce succès, il monte un grand ballet pour le centre culturel français d'Abidjan. Sur scène, la formation regroupe 75 artistes : une chorale, des musiciens et des danseurs. Durant les années qui suivent, Mory se produit régulièrement avec un orchestre de presque 20 personnes. Mais, c'est en Europe que le Guinéen souhaite venir travailler.

#### Carte de séjour
Ce désir devient réalité en 1984. Seul, sans son épouse et ses enfants qui restent à Abidjan, Mory Kanté arrive en France en plein hiver avec la ferme intention d'aller plus loin encore dans ses expériences musicales et de se faire connaître en Europe. En France, Mory Kanté n'est pas une star et le démarrage n'est pas facile. Cependant, la musique africaine explose en Occident au cours des années 1980. C'est la naissance de la world music, mélange des rythmes traditionnels du monde entier et des sons modernes, rock, funk, jazz ou électroniques. Mory, qui n'a pas attendu les années 1980 pour se lancer dans ces mélanges, s'impose vite sur le marché musical.
Dès 1984, sort un premier album Mory Kanté à Paris, produit par le producteur africain Aboudou Lassissi. L'accueil critique et public est bon et Mory Kanté se fait connaître en quelques mois. Il multiplie les concerts dans toute l'Europe, notamment en Italie où il est une énorme vedette. Artiste émigré et sans carte de séjour, il devient une figure essentielle de la scène « world ». En octobre 1984, il passe à la Mutualité. En décembre, au New Morning. En avril 1985, il est invité au festival du Printemps de Bourges. Puis du 12 septembre au 12 octobre, Jacques Higelin, qu'il avait rencontré des années auparavant en Afrique, le convie sur scène à Bercy, devant 16 000 personnes chaque soir avec le Sénégalais Youssou N'Dour.
En 1985, le Camerounais Manu Dibango prend l'initiative d'inviter les artistes africains à enregistrer une chanson au profit des Éthiopiens, victimes de la famine qui sévit alors. Mory Kanté fait naturellement partie du projet.
C'est en Italie, qu'il fait la connaissance du producteur américain David Sancious, qui s'est illustré en travaillant avec Bruce Springsteen. Le mariage de leurs deux talents donne naissance à un troisième album, Ten Cola Nuts, qui sort en avril 1986 sur le label français Barclay. Ces noix de cola représentent des offrandes rituelles et des vœux de bonheur. La kora est toujours au centre de l'album, mais les synthétiseurs et les cuivres viennent enrichir l'ensemble. Le travail est très soigné et salué par la presse comme une sublime réussite. Les scores de ventes sont moyens mais cette fois, Mory Kanté a réellement trouvé un équilibre musical et culturel.

#### Gorée
Juste après la mort de son père à plus de cent ans, le jeune griot guinéen entame une très longue tournée avec un premier concert au Zénith de Paris le 29 mai. En juin, il fait un passage en Côte d'Ivoire et au Sénégal où il participe à un rassemblement anti-apartheid organisé le 14 juin, sur l'Île de Gorée, l'île aux esclaves, au large de Dakar. Durant l'été, il tourne entre la France et l'Italie avant d'entamer une tournée internationale qui le mène en Afrique du nord, puis aux États-Unis, au Japon et en Australie. Partout, il rencontre un public enthousiaste de découvrir cette culture africaine, et en particulier mandingue. Sur scène, Mory est entouré de seize musiciens et sept danseurs. Le groupe de Mory Kanté est à l'image de sa musique, profondément métissé : France, États-Unis, Afrique du Sud, Mali, Sénégal, Nicaragua, Angleterre et Suède, autant de nationalités qui partagent leurs cultures et leurs expériences.[réf. nécessaire]

#### Griot électrique
Celui qu'on surnomme désormais « le griot électrique » atteint l'année suivante, en 1987, les sommets du succès avec son nouvel album Akwaba Beach. Enregistré avec la collaboration du producteur anglais Nick Patrick, sous l'œil bienveillant et complice du président de Barclay, Philippe Constantin, ce disque marque le triomphe du funk mandingue grâce à un titre particulier, Yéké yéké qui explose les hits-parades du monde entier, à commencer par les Pays-Bas. Composé au début des années 1980, le titre se trouvait déjà sur l'album Mory Kanté à Paris mais insatisfait de cette première version, il décide de le réenregistrer. Ce nouvel enregistrement connaît alors un succès fulgurant, sur lequel des publics du monde entier vont danser. En quelques années, le 45 tours atteint des sommets de vente chiffrés en millions d'exemplaires et fait l'objet d'innombrables remixes, adaptations et reprises en hébreu, arabe, chinois, hindi, portugais, anglais ou espagnol. Avec Yéké yéké, Mory Kanté devient l'artiste africain le plus vendu et peut-être le plus connu à travers le monde. En juillet 1988, ce titre atteint la première place du classement pan-européen établi par le fameux hebdomadaire professionnel américain Billboard.
Juste après avoir reçu un disque d'or en octobre 1988 en France, Mory Kanté est récompensé en novembre à Paris par la Victoire de la musique du meilleur album francophone.
En janvier 1990, il retrouve les studios à Bruxelles, puis à Los Angeles, pour mettre au point son album Touma (Le Moment). Pour l'occasion, et fort de sa notoriété, il s'entoure de grands noms dont le guitariste chicano-américain Carlos Santana (très connu en Afrique), ou le Sud-Africain, Ray Phiri. La démarche est la même que pour Akwaba Beach et présente un mélange subtil et sophistiqué de pop et de tradition mandingue. L'album sort en septembre 1990. Souffrant et bénéficiant à la fois du succès géant de l'album précédent, les ventes ne dépassent guère le disque d'or en France et atteignent le million à l'étranger.

#### Harlem
Le 14 juillet 1990, il représente la France avec Khaled lors d'un concert géant à New York, dans Central Park, devant des milliers de New-Yorkais. En novembre, toujours à New York, il participe au Gala de la francophonie dans le célèbre Apollo de Harlem, qui a vu débuter son idole, James Brown.
Au début des années 1990, Mory Kanté songe sérieusement à revenir plus souvent sur sa terre natale. Comme le noble Malien Salif Keïta, le griot guinéen souhaite utiliser son nom et ses moyens financiers pour aider ses compatriotes, en particulier les plus jeunes. C'est ainsi qu'il projette de monter à Conakry un complexe culturel du nom de « Nongo Village », comprenant entre autres un studio, un centre de formation aux métiers du spectacle, un hôtel et un musée des griots. Dans une Guinée en crise, le projet aura du mal à voir le jour. D'autre part, il réalise un autre de ses nombreux projets, avec la création d'un orchestre philharmonique d'une trentaine de koras, et autant de harpes, violons et flûtes. Avec une formation réduite, il investit trois jours durant le kiosque du Jardin du Luxembourg pour le Festival Paris quartier d'été, jouant devant plus de 6 000 personnes. Puis, avec l'Ensemble traditionnel de Guinée, composé de 130 musiciens, il se produit en 1991 pour l'inauguration de la Grande Arche de la Défense à Paris.
C'est chez lui, en Guinée, que la star de l'afro-dance enregistre son nouvel album Nongo Village, du nom de son studio. Parmi les onze titres mixés à New York et Paris, c'est La Tension qui semble destiné à conquérir les foules et à envahir les pistes de danse dans la même lignée que Yéké Yéké. Dans ce disque, Mory Kanté réintègre le balafon qui détrône les guitares. Le premier extrait sort en septembre 1993, suivi de l'album à l'automne. L'accueil est moyen et certains lui reprochent de se perdre un peu dans une recette qui manque de renouvellement.
En 1994, Mory Kanté reçoit le « Griot d'Or ». Le 14 juillet, il chante à Deauville, station balnéaire de Normandie, puis entame une tournée européenne puis canadienne.
Après toutes ces années de succès, Mory Kanté choisit de retrouver une musique plus familiale, plus traditionnelle. Peut-être un peu las de son image de « griot électrique », le Guinéen se tourne vers ses sources et vers une pratique plus authentique de son art et de son métier.

#### La part des choses
En 1996, Mory Kanté sort un album auto-produit afin de conserver une certaine indépendance de création. En effet, l'album Tatebola se met à l'heure de la techno. Mais les bases rythmiques de la techno ne sont peut-être pas si éloignées des percussions ancestrales et les inspirations musicales de ce disque se veulent proches des origines mandingues. L'album est bien accueilli par la critique et le public heureux de retrouver le griot sur scène à La Cigale en mars 1997.
En juillet 1997, Mory Kanté est présent au Womad Festival à Reading en Grande-Bretagne, en août à l'Île Maurice, puis en septembre en Autriche. La notoriété des années passées s'essouffle un peu, mais Yéké Yéké demeure une éternelle carte de visite pour l'artiste guinéen dont le travail conserve toujours une qualité de haut niveau.
Il faut attendre 2001 pour retrouver Mory Kanté. C'est en juin de cette année qu'il sort Tamala (Le Voyageur) après un long silence. Âgé de 51 ans, le musicien n'a pourtant cessé de tourner à travers le monde, mais sans guère d'escale française. Cette fois, on le retrouve avec un album dans l'afro funk mandingue qui a fait son succès il y a quinze ans. La part d'instruments traditionnels est importante et donne une saveur plus douce et moins électronique à l'ensemble. C'est l'Anglais Paul Borg qui produit le disque sur lequel on trouve toujours de nombreuses influences, hip hop, gitane, ou soul via un duo avec la diva du rhythm and blues britannique, Shola Ama.
En 2004 sort son album, Sabou.
Son dernier album, La Guinéenne, est sorti en 2012,

### Mort et hommages
Hospitalisé à Conakry, Mory Kanté meurt le 22 mai 2020 à l'âge de 70 ans. Sa mort est annoncée à l'AFP par son fils Balla Kanté.
Après sa disparition, de nombreuses personnalités politiques et du monde de la culture lui rendent hommage. Le président guinéen Alpha Condé déclare que « La culture africaine est en deuil », le président sénégalais Macky Sall estime quant à lui que « l’Afrique vient de perdre un de ses dignes fils », tandis que le président de Guinée-Bissau Umaro Sissoco Embaló affirme que « L’Afrique a perdu une icône.»,.
Le chanteur sénégalais Youssou N'Dour pleure la perte de son « frère aîné, sa référence » et déclare qu'avec celle-ci s'éteint « un baobab de la culture africaine ». Le chanteur et rappeur Black M lui rend hommage en 2022 dans son clip On va yéyé.

### Ambassadeur de bonne volonté de la FAO
En 2001, Mory Kanté avait été nommé Ambassadeur de bonne volonté de l'Organisation des Nations unies pour l'alimentation et l'agriculture (ONUAA ou FAO en anglais : Food and Agriculture Organization), organisme spécialisé de l'ONU créé en 1945 à Québec (Canada) dont l'objectif est de « construire un monde libéré de la faim ».

## Discographie

### Albums
- 1981 : Courougnegre
- 1982 : N'Diarabi
- 1984 : A Paris
- 1986 : 10 Cola Nuts
- 1987 : Akwaba Beach
- 1990 : Touma
- 1993 : Nongo Village
- 1996 : Tatebola
- 2001 : Tamala – Le Voyageur
- 2002 : Best Of
- 2004 : Sabou
- 2012 : La Guinéenne

### Singles
- 1988 : Yéké yéké
- 1988 : Tama
- 1996 : Yéké yéké (remix)

## Prix et reconnaissance
- 2017 : Grand prix des Musiques du monde de la Sacem[22],
- 2019 : Coup de Cœur Musiques du Monde 2019 de l'Académie Charles-Cros pour Cocorico, balade d’un griot, décerné le mercredi 20 mars 2019 à Portes-lès-Valence, dans le cadre du Festival « Aah ! Les Déferlantes ! »[23],
- 2020 : Trophée d'excellence à titre posthume aux victoires de la musique guinéenne.

## Publication
- Mory Kante, Cocorico ! Balade d'un griot[24].